# Чемпионат Мексики по волейболу среди женщин
Чемпионат Мексики по волейболу среди женщин — ежегодное соревнование женских волейбольных команд Мексики. Проводится с 1950-х годов.
С сезона 2013/2014 организатором является Мексиканская женская волейбольная лига (Liga Mexicana de Voleibol Femenil — LМVF) — структурное подразделение Мексиканской федерации волейбола.

## Формула соревнований
Чемпионат в LМVF (2024/25) проводился в два этапа — предварительный и финал четырёх. На предварительной стадии команды играли в два круга. По её итогам 4 лучшие команды в формате финала четырёх (два полуфинала и два финала — за 3-е и 1-е места) определили призёров чемпионата.
За победы со счётом 3:0 и 3:1 команды получают по 3 очка, за победы 3:2 — 2, за поражения 2:3 — 1 очко, за поражения 1:3 и 0:3 очки не начисляются.
В чемпионате 2024/25 в LМVF участвовало 5 команд: «Хуаниос» (Гуасаве), «Индомаблес» (Сьюдад-Хуарес), «Тапатиас де Халиско» (Гвадалахара), «Виртус» (Гуанахуато), «Риелерас» (Агуаскальентес). Чемпионский титул выиграл «Хуаниос», победивший в финале команду «Тапатиас де Халиско» 3:0. 3-е место занял «Индомаблес».

## Призёры LМVF
| Сезон   | 1-е место                                              | 2-е место                                              | 3-е место                                              |
| ------- | ------------------------------------------------------ | ------------------------------------------------------ | ------------------------------------------------------ |
| 2013/14 | «Седрус Идальго» Пачука-де-Сото                        | «Вакеритас де ла УРН» Чиуауа                           | «Кокотерас де Колима» Колима                           |
| 2014/15 | «Тигрильяс де ла УАНЛ» Сан-Николас-де-лос-Гарса        | «Вакеритас де ла УРН» Чиуауа                           | «Кафетерас де Кордова» Кордова                         |
| 2015/16 | «Тигрильяс де ла УАНЛ» Сан-Николас-де-лос-Гарса        | «Нуэво-Леон» Монтеррей                                 | «Кафетерас де Кордова» Кордова                         |
| 2016/17 | «Тапатиас де Халиско» Гвадалахара                      | «Феррокаррилерас дель ИМСС» Мехико                     | «ИТЕСМ Чиуауа» Чиуауа                                  |
| 2017/18 | «Тигрильяс де ла УАНЛ» Сан-Николас-де-лос-Гарса        | «Тапатиас де Халиско» Гвадалахара                      | «Агилас де ла УАС» Кульякан                            |
| 2018/19 | «Тапатиас де Халиско» Гвадалахара                      | «Ирерис Уруапан» Уруапан                               | «Боррегитас ИТЕСМ» Чиуауа                              |
| 2019/20 | «Тапатиас де Халиско» Гвадалахара                      | «Боррегитас ИТЕСМ» Чиуауа                              | «Ирерис Уруапан» Уруапан                               |
| 2020/21 | Из-за пандемии коронавируса COVID-19 чемпионат отменён | Из-за пандемии коронавируса COVID-19 чемпионат отменён | Из-за пандемии коронавируса COVID-19 чемпионат отменён |
| 2021/22 |                                                        |                                                        |                                                        |
| 2022/23 |                                                        |                                                        |                                                        |
| 2023/24 | «Индомаблес» Сьюдад-Хуарес                             | «Тапатиас де Халиско» Гвадалахара                      | «Ирерис Уруапан» Уруапан                               |
| 2024/25 | «Хуаниос» Гуасаве                                      | «Тапатиас де Халиско» Гвадалахара                      | «Индомаблес» Сьюдад-Хуарес                             |